# 한여름 밤의 꿈 (1935년 영화)
《한여름 밤의 꿈》(A Midsummer Night's Dream)은 미국에서 제작된 윌리엄 디터리 감독의 1935년 판타지 영화이다. 윌리엄 셰익스피어의 동명의 희곡을 바탕으로 제작되었다. 제임스 카그니 등이 주연으로 출연하였고 잭 L. 워너 등이 제작에 참여하였다.
이 영화는 아카데미상에서 촬영상, 영화 편집상 부문에서 수상했으며 작품상, 조감독상 부문에서 후보로 지명되었다. 음악 감독 레오 F. 폽스타인은 작품에 사용되는 음악에 펠릭스 멘델스존의 여러 작품을 조합했으며, 에리히 볼프강 코른골트가 각색을 하였다.

## 줄거리

### 제1막
아름다운 젊은 여성 허미아는 라이샌더를 사랑하고, 그와 결혼하길 원한다. 그러나 그녀의 아버지 이지우스는 딸에게 데메트리우스와의 결혼을 명하며, 자신이 선택한 상대와 결혼할 것을 강요한다. 허미아가 이를 거부하자, 그는 아테네의 공작 테세우스 앞에서 고대 법률을 들며 딸을 압박한다. 그 법에 따르면, 딸은 아버지가 정한 상대와 결혼해야 하며, 이를 따르지 않을 경우 죽음에 처해질 수도 있다. 테세우스는 그녀에게 또 다른 선택지를 제시한다. 결혼을 거부한다면 순결을 지키며 여신 디아나를 섬기는 수도자의 삶을 살라는 것이었다.
한편, 피터 퀸스와 그의 동료 배우들은 공작과 약혼녀 히폴리타의 혼례를 기념하기 위해 피라무스와 티스베의 비극적인 이야기를 무대에 올릴 준비를 한다. 퀸스는 각자의 역할을 분배하고, 닉 바텀은 주인공 피라무스를 맡게 된다. 그러나 바텀은 지나치게 열정적이어서 티스베, 사자, 피라무스 등 모든 역할을 자청하고, 폭군 역할까지 하고 싶다며 독백을 외운다. 퀸스는 연습 일정을 마무리하며 배우들에게 공작의 떡갈나무 아래에서 다시 만나자고 약속한다.
아테네 외곽 숲에서는 요정의 왕 오베론과 왕비 티타니아가 심한 말다툼을 벌이고 있다. 티타니아는 공작 테세우스의 결혼식을 축하하기 위해 이 숲에 머물 계획이라고 말한다. 두 사람 사이에는 갈등이 깊어져 있었고, 티타니아는 자신이 돌보는 인도계 아이를 오베론에게 내어주는 것을 거부하고 있었다. 아이의 어머니는 생전에 티타니아의 신봉자였기에 그녀는 책임감을 느끼고 있었다. 이에 불만을 품은 오베론은 장난기 많은 궁정 광대 퍼크에게 마법의 꽃을 가져오도록 지시한다. 이 꽃은 본래 흰색이었지만, 큐피드의 화살에 맞은 후 보랏빛으로 변하였으며, 그 꽃의 즙을 잠든 이의 눈꺼풀에 바르면, 깨어난 직후 처음 본 생명체를 사랑하게 만드는 마력을 지니고 있다.
오베론은 잠든 티타니아의 눈에 이 꽃의 즙을 바른다. 그는 그녀가 깨어나 처음 마주할 숲속 동물에게 사랑에 빠지기를 바랐으며, 그것을 통해 티타니아가 인도계 아이를 포기하도록 유도하려 했다.
한편, 허미아와 라이샌더는 아버지의 강압을 피해 도망쳐 이 숲에 도달한다. 그들을 뒤쫓아 데메트리우스도 숲에 들어서고, 데메트리우스를 사랑하는 헬레나 역시 그를 따라간다. 헬레나는 허미아보다 더 큰 사랑을 줄 수 있다고 말하며 데메트리우스의 마음을 되찾으려 하지만, 데메트리우스는 그녀를 냉정하게 밀어낸다. 이 광경을 지켜본 오베론은 퍼크에게 데메트리우스의 눈에 사랑의 꽃즙을 바르라고 명령한다. 그러나 퍼크는 데메트리우스와 라이샌더를 구별하지 못한 채, 잘못된 사람에게 마법을 건다.
그날 밤, 헬레나는 잠들어 있는 라이샌더를 우연히 발견하고 그가 죽은 줄 알고 흔들어 깨운다. 눈을 뜬 라이샌더는 헬레나를 보자마자 그녀에게 사랑에 빠진다. 그 사이 퍼크는 닉 바텀의 머리를 당나귀로 바꾸는 장난을 친다. 티타니아는 눈을 뜨자마자 당나귀 모습의 바텀을 보고 사랑에 빠진다. 오베론은 그 틈을 타 티타니아가 돌보던 아이를 데려간다.

### 제2막
오베론은 데메트리우스가 여전히 허미아를 쫓고 있는 모습을 보고, 퍼크에게 헬레나를 데려오라고 지시한 뒤 데메트리우스의 눈에 사랑의 꽃즙을 바른다. 데메트리우스는 눈을 뜨자마자 헬레나를 바라보게 되고, 이로써 라이샌더와 데메트리우스 모두 헬레나에게 사랑에 빠지게 된다. 그러나 헬레나는 두 사람이 자신을 조롱하고 있다고 믿고 분노한다.
이 모습을 본 허미아는 헬레나가 라이샌더를 빼앗아 갔다고 오해하고, 두 여성 사이에 갈등이 생긴다. 급기야 두 남자는 서로 헬레나의 사랑을 쟁취하려 결투를 벌이려 한다. 이를 본 오베론은 퍼크에게 두 남자가 서로를 찾지 못하게 하고, 동시에 라이샌더의 마법을 풀라고 명한다. 퍼크는 라이샌더가 잠든 틈을 타 다시 마법의 꽃즙을 사용하고, 그는 원래의 감정을 되찾아 허미아를 사랑하게 된다. 반면 데메트리우스는 여전히 헬레나에게 마음이 남아 있다. 티타니아는 여전히 당나귀 모습의 바텀에게 깊이 빠져 있다.
오베론은 인도계 아이를 데리고 요정들을 이끌고 자리를 떠난다. 그는 이제 자신의 목적을 이루었다고 판단하고, 티타니아에게 걸었던 마법을 풀어주며 다시 사랑하는 사이로 돌아간다. 퍼크는 오베론의 지시에 따라 바텀의 머리도 원래대로 되돌려 놓는다. 이후 네 명의 젊은이들이 깨어났을 때, 자신들이 겪은 일이 모두 꿈이었다고 믿게끔 상황을 정리한다. 이들은 함께 숲을 떠나 공작 테세우스와 히폴리타의 결혼식에 참석하러 간다.
테세우스는 허미아와 그녀의 아버지 이지우스를 보고, 데메트리우스가 더 이상 허미아를 사랑하지 않는다는 사실을 알게 된다. 그는 아버지의 요구를 기각하고, 허미아와 라이샌더, 헬레나와 데메트리우스가 결혼할 수 있도록 허락한다. 젊은 연인들은 전날 밤의 혼란스러운 일들이 모두 꿈이었을 것이라고 여긴다.
결혼식 날 밤, 하객들은 바텀과 그의 동료들이 준비한 피라무스와 티스베 연극을 관람한다. 연기력 부족으로 인해 연극은 진지하게 진행되지 못하고 오히려 큰 웃음을 자아내며, 하객들은 그것을 희극처럼 받아들인다. 공연이 끝나기도 전에 손님들은 자리를 떠나 잠자리에 든다.
무대가 조용해진 후, 오베론과 티타니아, 퍼크를 비롯한 요정들이 무대에 등장하여 새로 결혼한 이들의 집과 그 안에 있는 모든 사람들에게 축복을 내려준다. 마지막으로 퍼크는 관객에게 말한다. 지금까지 벌어진 일들이 혹시 하나의 꿈이 아니었겠느냐고.

## 출연

### 아테네 궁전
- 이언 헌터 – 아테네의 공작 테세우스 역
- 버리 티즈데일 – 아마존 여왕이자 테세우스의 약혼녀 히폴리타 역
- 호바트 캐버노 – 테세우스를 위한 연희 담당관 필로스트레이트 역
- 딕 파월 – 허미아를 사랑하는 라이샌더 역
- 로스 알렉산더 – 허미아를 사랑하는 데메트리우스 역
- 올리비아 드 하빌랜드 – 라이샌더를 사랑하는 허미아 역
- 진 뮈어 – 데메트리우스를 사랑하는 헬레나 역
- 그랜트 미첼 – 허미아의 아버지 이지우스 역

### 무대 연기자
- 프랭크 맥휴 – 목수 퀸스 역
- 듀이 로빈슨 – 목공 스너그 역
- 제임스 캐그니 – 직공(베짜기) 바텀 역
- 조 E. 브라운 – 풀무 수리공 플루트 역
- 휴 허버트 – 땜장이 스나우트 역
- 오티스 하란 – 재봉사 스타벌링 역
- 아서 트리처 – 에필로그 낭독자 역

### 요정들의 세계
- 빅터 조리 – 요정들의 왕 오베론 역
- 아니타 루이즈 – 요정들의 여왕 티타니아 역 (캐롤 엘리스: 노래 목소리)
- 니니 테일라데 – 티타니아를 시중드는 요정 역 (니나 테일라데 명의로 출연)
- 미키 루니 – 퍼크 역
- 캐서린 프레이 – 피스블로섬 (완두꽃) 역
- 헬렌 웨스콧 – 코웹 (거미줄) 역
- 프레드 세일 – 모스 (나방) 역
- 빌리 바티 – 머스터드시드 (겨자씨) 역
- 마거릿 케리 – 요정 역 (페기 린치 명의로 출연)

## 기타
- 원작자: 윌리엄 셰익스피어
- 조감독: 셔리 쇼어즈